# 정춘미
정춘미(鄭春美, 1985년 3월 15일~)은 조선민주주의인민공화국의 역도 선수이다. 2012년 하계 올림픽에 조선민주주의인민공화국을 대표해서 참가했다.